# Bob Mathias
Robert Bruce (Bob) Mathias (Tulare, 17 november 1930 - Fresno, 2 september 2006) was een Amerikaans atleet, die tweemaal olympisch kampioen werd op de tienkamp. In deze atletiekdiscipline vestigde hij in 1950 ook het eerste van in totaal drie wereldrecords. In 1955 werd hij hierin overtroefd door zijn landgenoot Rafer Johnson.

## Biografie

### Jongste olympische kampioen ooit
Mathias begon met atletiek op de middelbare school in het begin van 1948. De zomer van dat jaar kwalificeerde hij zich voor de Olympische Spelen in Londen. Daar bleek zijn onervarenheid op de tienkamp; hij kende de regels van het kogelstoten niet en werd bijna reglementair uitgeschakeld. Toch won hij het goud met ruim honderd punten voorsprong op de nummer twee. Met zijn zeventien jaar was Mathias de jongste olympische kampioen in de atletiekgeschiedenis.

### Olympische titel geprolongeerd
Vier jaar later, tijdens de Olympische Zomerspelen 1952 in Helsinki, wist hij zijn titel met gemak te prolongeren. Zijn voorsprong op de zilverenmedaillewinnaar bedroeg een nog nooit geziene 912 punten. Hetzelfde jaar kwam hij voor zijn universiteit Stanford uit in de finale van de Rose Bowl bij het American football.

### Van filmster tot parlementslid
Na zijn sportcarrière speelde Mathias de hoofdrol in een film over zijn eigen leven, trad hij samen met Jayne Mansfield op in een parodie op de Olympische Spelen van 1896, getiteld "It happened in Athens" en was hij directeur van het United States Olympic Training Center.
In de periode 1966-1974 was hij lid van het Huis van Afgevaardigden voor de Republikeinen. In 1973 introduceerde hij wetgeving ten behoeve van het aanpassen van het Amerikaanse Olympic Charter en bewerkstelligde hij een Bill of Rights voor amateur-atleten.
Bob Mathias overleed op 75-jarige leeftijd.
In 2014 werd hij opgenomen in de IAAF Hall of Fame.

## Titels
- Olympisch kampioen tienkamp - 1948, 1952
- Amerikaans kampioen tienkamp - 1948, 1949, 1950, 1952

## Persoonlijke records
| Onderdeel            | Prestatie                                           | Datum            | Plaats   |
| -------------------- | --------------------------------------------------- | ---------------- | -------- |
| 100 m                | 10,8                                                | 1952             |          |
| 400 m                | 50,2                                                | 25 juli 1952     | Helsinki |
| 1500 m               | 4.50,8                                              | 26 juli 1952     | Helsinki |
| 110 m horden         | 13,8                                                | 12 augustus 1952 | Zürich   |
| hoogspringen         | 1,90                                                | 25 juli 1952     | Helsinki |
| polsstokhoogspringen | 4,00                                                | 26 juli 1952     | Helsinki |
| verspringen          | 7,15                                                | 1952             |          |
| kogelstoten          | 15,49                                               | 9 mei 1953       | Fresno   |
| discuswerpen         | 52,83                                               | 1951             |          |
| speerwerpen          | 62,20                                               | 1952             |          |
| tienkamp             | 7592 (oude telling) = 7887 (nieuwe telling) (ex-WR) | 1952             |          |

## Palmares

### tienkamp
- 1948:  Amerikaanse kamp. - 7224 p
- 1948:  OS - 7139 p
- 1949:  Amerikaanse kamp. - 7556 p
- 1950:  Amerikaanse kamp. - 8042 p
- 1952:  Amerikaanse kamp. - 7825 p
- 1952:  OS - 7887 p (WR)

## Onderscheidingen
- James E. Sullivan Award - 1948
- IAAF Hall of Fame - 2014

1904: Tom Kiely ·
1912: Jim Thorpe ·
1920: Helge Løvland ·
1924: Harold Osborn ·
1928: Paavo Yrjölä ·
1932: James Bausch ·
1936: Glenn Morris ·
1948: Bob Mathias ·
1952: Bob Mathias ·
1956: Milt Campbell ·
1960: Rafer Johnson ·
1964: Willi Holdorf ·
1968: Bill Toomey ·
1972: Nikolaj Avilov ·
1976: Bruce Jenner ·
1980: Daley Thompson ·
1984: Daley Thompson ·
1988: Christian Schenk ·
1992: Robert Změlík ·
1996: Dan O'Brien ·
2000: Erki Nool ·
2004: Roman Šebrle ·
2008: Bryan Clay ·
2012: Ashton Eaton ·
2016: Ashton Eaton ·
2020: Damian Warner ·
2024: Markus Rooth
- World Athletics: 14357619
- International Standard Name Identifier: 0000 0000 2346 0828
- Library of Congress Control Number: n83217420
- SNAC: w6p58k8d
- Biographical Directory of the United States Congress: M000242
- Virtual International Authority File: 60467948
- WorldCat: E39PBJbGQKtFj7wgP474pY9VYP